# Lutzomyia lanei
Lutzomyia lanei är en tvåvingeart som först beskrevs av Barretto M. P., Coutinho J. O. 1941.  Lutzomyia lanei ingår i släktet Lutzomyia och familjen fjärilsmyggor. Inga underarter finns listade i Catalogue of Life.